# Orthogonius
Orthogonius is een geslacht van kevers uit de familie van de loopkevers (Carabidae). De wetenschappelijke naam van het geslacht is voor het eerst geldig gepubliceerd in 1825 door Macleay.

## Soorten
Het geslacht Orthogonius omvat de volgende soorten:
- Orthogonius acrogonus (Wiedemann, 1819)
- Orthogonius acutangulus Chaudoir, 1878
- Orthogonius adoriae Tian & Deuve, 2006
- Orthogonius aemulus Peringuey, 1896
- Orthogonius alternans (Wiedemann, 1823)
- Orthogonius alutaceus Quedenfeldt, 1883
- Orthogonius andrewesi Emden, 1928
- Orthogonius andrewesianus Tian & Deuve, 2006
- Orthogonius angkor Tian & Deuve, 2006
- Orthogonius angustus Chaudoir, 1871
- Orthogonius annamensis Jedlicka, 1965
- Orthogonius annamicola Tian & Deuve, 2006
- Orthogonius annemariae Tian & Deuve, 2006
- Orthogonius assamensis Tian & Deuve, 2006
- Orthogonius assamicola Tian & Deuve, 2006
- Orthogonius assmuthi Wasmann, 1920
- Orthogonius baconi Chaudoir, 1871
- Orthogonius balthasari Jedlicka, 1935
- Orthogonius batesi Tian & Deuve, 2003
- Orthogonius batesianus Tian & Deuve, 2007
- Orthogonius batesioides Tian & Deuve, 2006
- Orthogonius baumi Jedlicka, 1955
- Orthogonius becqueti Burgeon, 1937
- Orthogonius bicolor Jedlicka, 1965
- Orthogonius borneoensis Tian & Deuve, 2006
- Orthogonius brancuccii Tian & Deuve, 2006
- Orthogonius brevilabris H.Kolbe, 1889
- Orthogonius brevithorax Dejean, 1825
- Orthogonius bruggei Tian & Deuve, 2006
- Orthogonius buqueti Chaudoir, 1850
- Orthogonius burckhardti Tian & Deuve, 2006
- Orthogonius burmanensis Tian & Deuve, 2006
- Orthogonius caffer Boheman, 1848
- Orthogonius cambodgensis Tian & Deuve, 2006
- Orthogonius canaraensis Tian & Deuve, 2006
- Orthogonius canaraicola Tian & Deuve, 2006
- Orthogonius capucinus Boheman, 1848
- Orthogonius carbonicolor Tian & Deuve, 2006
- Orthogonius celebesicus Tian & Deuve, 2006
- Orthogonius chaudoiri Tian & Deuve, 2001
- Orthogonius cheni Tian & Deuve, 2001
- Orthogonius chiangensis Tian & Deuve, 2006
- Orthogonius clarkei Murray, 1858
- Orthogonius confusus Tian & Deuve, 2006
- Orthogonius constanti Tian & Deuve, 2006
- Orthogonius constrictus Tian, Deuve & Felix, 2012
- Orthogonius coomani Tian & Deuve, 2006
- Orthogonius coomanioides Tian, Deuve & Felix, 2012
- Orthogonius coracinus H.Kolbe, 1896
- Orthogonius crassicrus Chaudoir, 1871
- Orthogonius cruralis Putzeys In Chaudoir, 1871
- Orthogonius curvatus Tian & Deuve, 2006
- Orthogonius cyclothorax Tian & Deuve, 2007
- Orthogonius davidi Chaudoir, 1878
- Orthogonius deletus Schmidt-Gobel, 1846
- Orthogonius dispar Bates, 1892
- Orthogonius dohertyi Tian & Deuve, 2006
- Orthogonius dongnanya Tian & Deuve, 2006
- Orthogonius doriae Putzeys In Chaudoir, 1871
- Orthogonius drescheri Liebke, 1937
- Orthogonius drumonti Tian & Deuve, 2006
- Orthogonius duboisi Tian & Deuve, 2006
- Orthogonius duplicatus (Wiedemann, 1819)
- Orthogonius dupuisi Basilewsky, 1948
- Orthogonius dureli Tian & Deuve, 2005
- Orthogonius edentatus Tian & Deuve, 2006
- Orthogonius elisabethanus Burgeon, 1937
- Orthogonius emarginatus Tian & Deuve, 2007
- Orthogonius equimarginalis Tian & Deuve, 2006
- Orthogonius fairmairei Tian & Deuve, 2006
- Orthogonius feai Tian & Deuve, 2007
- Orthogonius femoralis Chaudoir, 1848
- Orthogonius flavipes Deuve, 2004
- Orthogonius flavus Jedlicka, 1964
- Orthogonius foveiclypeus Tian & Deuve, 2004
- Orthogonius fryi Tian & Deuve, 2006
- Orthogonius fugax Chaudoir, 1871
- Orthogonius gracililamella Tian, Deuve & Felix, 2012
- Orthogonius gracilipes Tian & Deuve, 2006
- Orthogonius gracilis Tian & Deuve, 2006
- Orthogonius grootaerti Tian & Deuve, 2006
- Orthogonius hageni Oberthur, 1883
- Orthogonius himalaya Tian & Deuve, 2006
- Orthogonius himalayicus Tian & Deuve, 2005
- Orthogonius hirtulus Tian & Deuve, 2006
- Orthogonius hirtus Chaudoir, 1871
- Orthogonius hopei Gray, 1832
- Orthogonius huananoides Tian & Deuve, 2006
- Orthogonius huananus Tian & Deuve, 2001
- Orthogonius hypocrita Chaudoir, 1871
- Orthogonius hypocritoides Jedlicka, 1935
- Orthogonius impunctipennis Quedenfeldt, 1883
- Orthogonius indicus Tian & Deuve, 2006
- Orthogonius indophilus Tian & Deuve, 2006
- Orthogonius inexpectatus Tian & Deuve, 2006
- Orthogonius inops Chaudoir, 1871
- Orthogonius insularis Chaudoir, 1871
- Orthogonius intermedius Chaudoir, 1871
- Orthogonius javanus Tian & Deuve, 2006
- Orthogonius jianfengling Tian & Deuve, 2001
- Orthogonius kalimantanensis Tian & Deuve, 2006
- Orthogonius kapiriensis Burgeon, 1937
- Orthogonius katangensis Burgeon, 1937
- Orthogonius kickeli H.kolbe, 1896
- Orthogonius kirirom Tian & Deuve, 2008
- Orthogonius klickai Jedlicka, 1935
- Orthogonius kubani Tian & Deuve, 2006
- Orthogonius kumatai Habu, 1979
- Orthogonius lancangjiang Tian & Deuve, 2006
- Orthogonius lao Tian & Deuve, 2006
- Orthogonius latreillei Tian & Deuve, 2006
- Orthogonius latus Hope, 1842
- Orthogonius ledouxi Tian & Deuve, 2006
- Orthogonius legrandi Tian & Deuve, 2006
- Orthogonius lieftincki Andrewes, 1936
- Orthogonius loeicus Tian & Deuve, 2006
- Orthogonius loeiensis Tian & Deuve, 2006
- Orthogonius longicornis Chaudoir, 1871
- Orthogonius longipennis Hope, 1842
- Orthogonius longiphallus Tian & Deuve, 2005
- Orthogonius lucidus Bates, 1891
- Orthogonius luzonicus Chaudoir, 1871
- Orthogonius maindronianus Tian & Deuve, 2006
- Orthogonius makiling Tian & Deuve, 2006
- Orthogonius malacca Tian & Deuve, 2006
- Orthogonius malaisei Andrewes, 1947
- Orthogonius malaya Tian & Deuve, 2006
- Orthogonius malaysiaensis Tian & Deuve, 2006
- Orthogonius medanensis Tian & Deuve, 2006
- Orthogonius mekongensis Tian & Deuve, 2006
- Orthogonius melanipes Tian & Deuve, 2006
- Orthogonius mellyi (Chaudoir, 1850)
- Orthogonius minimus Tian & Deuve, 2006
- Orthogonius mniszechi Chaudoir, 1871
- Orthogonius moestus Chaudoir, 1871
- Orthogonius monolophus Andrewes, 1931
- Orthogonius montanus Tian & Deuve, 2006
- Orthogonius morvani Tian & Deuve, 2003
- Orthogonius mouhoti Chaudoir, 1871
- Orthogonius myanmarensis Tian & Deuve, 2006
- Orthogonius nahaeo Tian & Deuve, 2006
- Orthogonius nepalensis Habu, 1979
- Orthogonius nepalicus Tian & Deuve, 2006
- Orthogonius niger Jedlicka, 1935
- Orthogonius nigripes Tian & Deuve, 2001
- Orthogonius nyassicus H.Kolbe, 1896
- Orthogonius obliquepes Tian & Deuve, 2006
- Orthogonius opacus Schmidt-Gobel, 1846
- Orthogonius orphnodes Andrewes, 1930
- Orthogonius ovatulus Tian & Deuve, 2003
- Orthogonius ovatus Chaudoir, 1878
- Orthogonius pachlatkoi Tian & Deuve, 2006
- Orthogonius palangbangensis Tian & Deuve, 2006
- Orthogonius panghongae Tian & Deuve, 2006
- Orthogonius pangi Tian & Deuve, 2006
- Orthogonius parallelus Chaudoir, 1871
- Orthogonius parastantoni Tian & Deuve, 2006
- Orthogonius parasuturalis Tian & Deuve, 2006
- Orthogonius parcepunctatus H.Kolbe, 1896
- Orthogonius paris Tian & Deuve, 2006
- Orthogonius parvus Chaudoir, 1871
- Orthogonius perakensis Tian & Deuve, 2006
- Orthogonius perakicus Tian & Deuve, 2007
- Orthogonius perpuncticollis Burgeon, 1937
- Orthogonius petiolaris Tian & Deuve, 2006
- Orthogonius piceus Chaudoir, 1871
- Orthogonius picilabris W.S.Macleay, 1825
- Orthogonius picipennis Chaudoir, 1871
- Orthogonius pinguis Murray, 1858
- Orthogonius pinophilus Tian, Deuve & Felix, 2012
- Orthogonius planiger (Walker, 1858)
- Orthogonius plebius Tian & Deuve, 2006
- Orthogonius poggii Tian & Deuve, 2007
- Orthogonius politus Chaudoir, 1871
- Orthogonius pollinctor Basilewsky, 1948
- Orthogonius pradieri Chaudoir, 1871
- Orthogonius pseudochaudoiri Tian, Deuve & Felix, 2012
- Orthogonius pseudocheni Tian & Deuve, 2006
- Orthogonius pseudolongicornis Tian & Deuve, 2006
- Orthogonius punctatellus Tian & Deuve, 2006
- Orthogonius punctulatus Chaudoir, 1871
- Orthogonius putzeysi Tian & Deuve, 2006
- Orthogonius quadrisetosus Tian & Deuve, 2006
- Orthogonius rhodesianus Csiki, 1932
- Orthogonius rhodesiensis Lorenz, 1998
- Orthogonius ribbei Tian & Deuve, 2003
- Orthogonius rotundatus Tian & Deuve, 2006
- Orthogonius rufiventris Bates, 1892
- Orthogonius rufotestaceus G.Muller, 1941
- Orthogonius sabahensis Tian & Deuve, 2006
- Orthogonius salvazai Tian & Deuve, 2006
- Orthogonius sarawakensis Tian & Deuve, 2006
- Orthogonius saundersi Andrewes, 1926
- Orthogonius schaumi Chaudoir, 1871
- Orthogonius schaumioides Tian & Deuve, 2006
- Orthogonius schauteni Tian & Deuve, 2006
- Orthogonius schmidtgoebeli Chaudoir, 1871
- Orthogonius senegalensis (Dejean, 1831)
- Orthogonius setosopalpiger Tian, Deuve & Felix, 2012
- Orthogonius siamensis Tian & Deuve, 2006
- Orthogonius similaris Tian, Deuve & Felix, 2012
- Orthogonius simplicatus Tian & Deuve, 2006
- Orthogonius singaporensis Tian & Deuve, 2006
- Orthogonius sinuatiphallus Tian & Deuve, 2001
- Orthogonius smetsi Tian & Deuve, 2006
- Orthogonius solidicornis Tian & Deuve, 2003
- Orthogonius solidus Tian & Deuve, 2006
- Orthogonius spinosus Burgeon, 1937
- Orthogonius srilankaicus Tian & Deuve, 2003
- Orthogonius stantoni Tian & Deuve, 2006
- Orthogonius sterbai Jedlicka, 1935
- Orthogonius stygius Andrewes, 1930
- Orthogonius sulawesicus Tian & Deuve, 2003
- Orthogonius sulcatoides Tian & Deuve, 2006
- Orthogonius sulcatus Schmidt-Goebel, 1846
- Orthogonius sumatraicus Tian & Deuve, 2006
- Orthogonius suturalis Chaudoir, 1871
- Orthogonius taghavianae Tian, Deuve & Felix, 2012
- Orthogonius tangsen Tian & Deuve, 2006
- Orthogonius tenasserimensis Tian & Deuve, 2006
- Orthogonius termiticola Wasmann, 1902
- Orthogonius thaicus Tian & Deuve, 2003
- Orthogonius thaiensis Tian & Deuve, 2006
- Orthogonius thailandensis Tian & Deuve, 2006
- Orthogonius thoracicus Gestro, 1875
- Orthogonius tikekee Tian & Deuve, 2006
- Orthogonius tonkinensis Tian & Deuve, 2006
- Orthogonius tonkinicus Tian & Deuve, 2006
- Orthogonius travancore Tian & Deuve, 2006
- Orthogonius tricarinatus Burgeon, 1937
- Orthogonius uncipennis Tian & Deuve, 2006
- Orthogonius vari Tian, Deuve & Felix, 2012
- Orthogonius variabilis Tian, Deuve & Felix, 2012
- Orthogonius virgulatus Andrewes, 1931
- Orthogonius wallardiensis Tian & Deuve, 2006
- Orthogonius xanthomerus L. Redtenbacher, 1867
- Orthogonius yoga Tian & Deuve, 2006
- Orthogonius yunnanensis Tian & Deuve, 2001